# Place de la République (Bondy)
Pour les articles homonymes, voir Place de la République.
La place de la République, est une voie de communication de Bondy.

## Situation et accès
Cette place circulaire forme le point de rencontre de :
- la rue Roger-Salengro,
- la rue de la Liberté,
- l'avenue de la République.

## Origine du nom

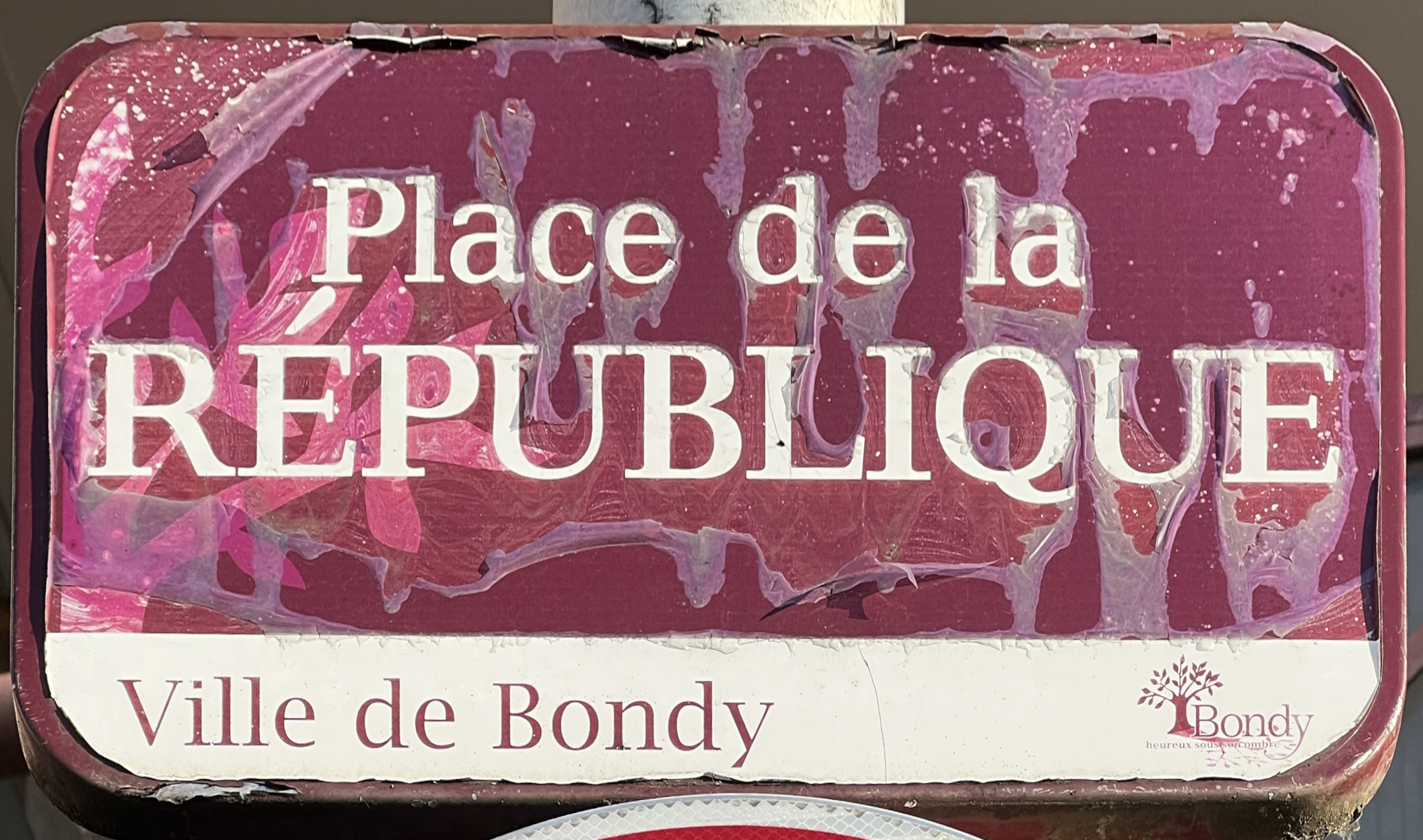
Plaque de la place.

Cette place est nommée ainsi en l'honneur de la Troisième République et plus généralement de la République Française.

## Bâtiments remarquables et lieux de mémoire
- Gare de Bondy